# Station Angerburg Stadtwald
Station Angerburg Stadtwald was een spoorwegstation in de Poolse stad Węgorzewo. Voor 1945 heette de stad Angerburg en was het deel van het Duitse Oost-Pruisen. Station Angerburg Stadtwald lag aan de lijn Angerburg - Goldap, die na de Tweede Wereldoorlog niet meer in gebruik is genomen en is afgebroken.